# Teuffenthal
Teuffenthal é uma comuna da Suíça, no Cantão Berna, com cerca de 184 habitantes. Estende-se por uma área de 4,53 km², de densidade populacional de 41 hab/km². Confina com as seguintes comunas: Eriz, Heiligenschwendi, Homberg, Horrenbach-Buchen, Oberlangenegg, Sigriswil.
A língua oficial nesta comuna é o Alemão.